# Wilhelm Schram

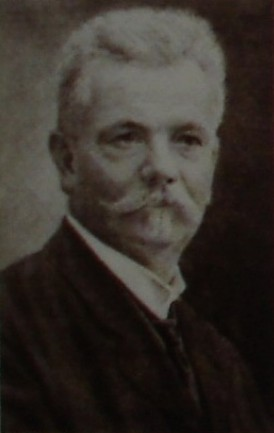
Wilhelm Schram

Wilhelm Karl Schram, auch Wilhelm Schramm (geboren am 24. April 1850 in Troppau, Kaisertum Österreich; gestorben am 12. Dezember 1925 in Brünn, Tschechoslowakei), war ein tschechischer Bibliothekar, Historiker und Kunsthistoriker.

## Leben
Schram war der Sohn des Brünner Grundentlastungsbeamten und späteren Rechnungsrats Karl Schram (* 20. August 1827; † 3. Februar 1880). Er besuchte zunächst das Gymnasium in Brünn und studierte von 1869 bis 1872 die Fächer Geschichte, Germanistik, Klassische Philologie und Philosophie auf Lehramt an der Philosophischen Fakultät der Universität Wien. Danach war er zwei Jahre lang als Hofmeister tätig. Seit 1875 betätigte er sich bis 1877 als Vertretungslehrer am Ersten deutschen Gymnasium in Brünn. Anschließend wurde er Supplent an der Lehrerbildungsanstalt in Troppau. Aufgrund gesundheitlicher Probleme musste für zwei Jahre seine Arbeit niederlegen und beendete den Schuldienst. 1880 erfand er ein mnemonisches System und arbeitete einige Zeit als reisender Lehrer der Mnemotechnik, wobei er Vorträge in mehreren Städten hielt. Am 1. April 1884 kam er zunächst als Gehilfe des Kustos an das Brünner Franzensmuseum. Im Jahr 1885 wurde er an der Universität Graz zum Dr. phil. promoviert. 1894 folgte die Ernennung zum Bibliothekar. Er erhielt 1899 den Titel Kaiserlicher Rat. Als Bibliothekar wurde er in den Landesdienst übernommen und machte sich um die Bibliothek des Museums, die spätere Mährische Landesbibliothek, sehr verdient, 1909 wurde er Direktor der Bibliothek. Er sorgte für eine genaue Katalogisierung und eine Erweiterung des Buchbestandes. Zudem verwaltete er die Bibliothek des Deutschen Vereins für die Geschichte Mährens, für den er in den Jahren 1886 bis 1895 auch als Schriftführer fungierte. 1919 ging er in den Ruhestand.
Schram war vielfältig tätig, er trug eine private Porträtsammlung von rund 1600 Bildnissen damals bekannter Persönlichkeiten zusammen. Die Sammlung wurde 1914 von der Stadt Brünn erworben. Er veröffentlichte zahlreiche Abhandlungen zu pädagogischen, landeshistorischen und kunsthistorischen Themen, die sich insbesondere mit dem mährischen Raum befassten. Er hielt Vorträge zur Mnemotechnik, aber auch über Goethe als Pädagogen. Zudem verfasste er seit 1907 Beiträge über mährische Künstler für das Allgemeine Lexikon der Bildenden Künstler von der Antike bis zur Gegenwart.
Er wohnte in der Beischlägergasse Nr. 8 in Brünn und war mit Therese (* 9. August 1853) verheiratet, das Paar hatte zwei Töchter.

## Publikationen (Auswahl)
- Lehrbuch der Mnemonik. Vollständige Anleitung zur Erlangung eines vorzüglichen Kunstgedächtnisses. Winiker, Brünn 1880 (digitalniknihovna.cz).
- Die Malerin Angelica Kauffmann. Ein Lebensbild nach den Quellen bearbeitet und durch 15 Briefe von und an Angelica beleuchtet. Rudolph M. Rohrer, Brünn 1890 (digitale-sammlungen.de).
- Zur Geschichte des mährischen Kupferstiches. W. Burkart, Brünn 1893 (digitalniknihovna.cz).
- Verzeichnis Mährischer Kupferstecher aus der Zeit vom Jahre 1480 bis zur Gegenwart. Rudolf M.Rohrer, Brünn 1894 (Digitalisat Bayerische Staatsbibliothek).
- Die Incunabeln des Franzens-Museums. In: Museum Francisceum Annales. Rudolph M. Rohrer, Brünn 1895, S. 131–150 (Textarchiv – Internet Archive).
- Geschichte der Bibliothek des Franzens-Museums. In: Museum Francisceum Annales. Rudolph M. Rohrer, Brünn 1897, S. 41–75 (Textarchiv – Internet Archive).
- Brünn und seine Umgebung (= Aus der Bibliothek meines Urgroßvaters Carl Ritter von Taschek; Städte-Bilder und Landschaften aus aller Welt. Nr. 44). Städtebilder-Verlag, Linz an der Donau 1898.
- Mährisches Magazin für Biographie und Kulturgeschichte. Band 1. Eigenverlag, Brünn 1908, OCLC 179803062 (nur ein Band erschienen).
- Meine literarische Tätigkeit in den letzten 35 Jahren (1876–1910). Winiker, Brünn 1910, OCLC 320669729.